# Standing Man
Standing Man är en bronsskulptur bemålad med oljefärg, skapad av den brittiske konstnären Sean Henry. Verket uppfördes 2007 för en utställning hos Galleri Andersson/Sandström på Umedalen i Umeå. Efter utställningen, som fick stor uppmärksamhet, erbjöd sig galleriet att temporärt och utan kostnad exponera verket på Rådhustorget i centrala Umeå under några sommarmånader. På hösten samma år beslöt Kulturnämnden i Umeå att köpa in verket för 810 000 kr, för permanent placering vid torget.

## Omtänksamt

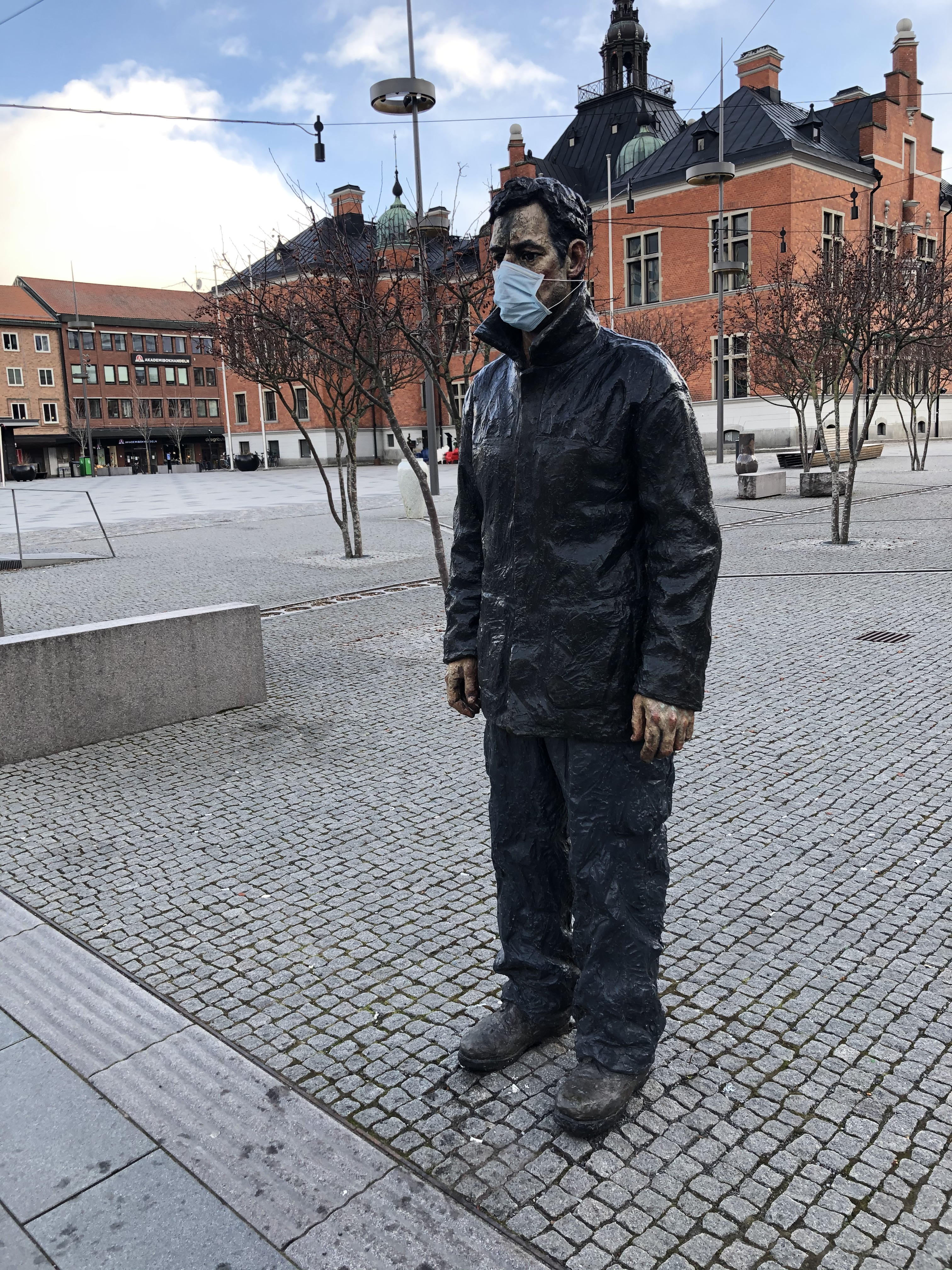
Standing Man med ansiktsmask under Covid19-epidemin 2020.

Vintertid är det inte ovanligt att den ensamme mannen förses med mössa och/eller halsduk, vanligtvis i det lokala ishockeylaget Björklövens färger, grönt och gult.

## Varianter
Varianter av verket finns på flera håll i världen, bland andra:
- Man with Potential Selves (2003) i Newcastle City Collection; vid Le Meridien Cumberland Hotel, Marble Arch I London; samt i Umedalens skulpturpark I Umeå
- Standing Man (2009) utanför Liljevalchs konsthall i Stockholm